# مقاطعة كوهستان
مقاطعة كوهستان (بالفارسية: ولسوالی کوهستان) هي واحدة من 29 مقاطعة من ولاية بدخشان في شرق أفغانستان وشمال شرق مدينة فيض آباد، عاصمة ولاية بدخشان، وأُنشأت في عام 1995 جزءً من مقاطعة راغ التي قُسمت إلى ثلاث مقاطعات وهي كوهستان راغستان وياوان بسبب النمو السكاني وبُعد المناطق، ومنذ ذلك الحين وُضعت وحدةً إداريةً في ولاية بدخشان. ترتبط هذه المقاطعة بمقاطعة أرغانجخاه من الشرق، ومقاطعة راغستان من الشمال، ومقاطعة ياوان ويفتل من الغرب، وفيض آباد وأرغنجخواه من الجنوب. لم يعد هناك مقاطعة تُسمى راغ. يقطن بها ما يقرب من 18،410 نسمة.